# Благоево (городское поселение)
Благоево — административно-территориальная единица (административная территория пгт с подчинённой ему территорией) и муниципальное образование (городское поселение с полным официальным наименованием муниципальное образование городского поселения «Благоево») в составе муниципального района Удорского в Республике Коми Российской Федерации.
Административный центр — пгт Благоево.

## История
Статус и границы административной территории установлены Законом Республики Коми от 6 марта 2006 года № 13-РЗ «Об административно-территориальном устройстве Республики Коми».
Статус и границы городского поселения установлены Законом Республики Коми от 6 марта 2006 года № 13-РЗ «Об административно-территориальном устройстве Республики Коми».
Законом Республики Коми от 28 апреля 2017 года № 40-РЗ были объединены городское поселение «Благоево» и сельское поселение «Ёртом» в городское поселение «Благоево».

## Население
| 2010  | 2011  | 2012  | 2013  | 2014  | 2015  | 2016  |
| ----- | ----- | ----- | ----- | ----- | ----- | ----- |
| 2726  | ↘2712 | ↘2627 | ↘2571 | ↘2546 | ↘2537 | ↗2544 |
| 2017  | 2018  | 2019  | 2020  | 2021  | 2024  |       |
| ↗2552 | ↗2709 | ↘2642 | ↘2577 | ↘2410 | ↘2322 |       |

## Состав
Состав административной территории и городского поселения:
| №  | Населённый пункт | Тип населённого пункта       | Население |
| -- | ---------------- | ---------------------------- | --------- |
| 1  | Благоево         | пгт, административный центр  | ↘1856     |
| 2  | Вендинга         | деревня                      | ↘27       |
| 3  | Ёртом            | село, административный центр | 244       |
| 4  | Лязюв            | деревня                      | 9         |
| 5  | Острово          | деревня                      | 4         |
| 6  | Солнечный        | посёлок                      | 398       |
| 7  | Усть-Вачерга     | деревня                      | ↗76       |
| 8  | Устьево          | деревня                      | 26        |
| 9  | Шиляево          | деревня                      | 18        |
| 10 | Ыб               | деревня                      | 7         |

### Карты
- [mapp38.narod.ru/map2/index05.html Топографическая карта P-38-V,VI. Благоево]